# Paphiopedilum concolor
Paphiopedilum concolor är en orkidéart som först beskrevs av John Lindley och James Bateman, och fick sitt nu gällande namn av Ernst Hugo Heinrich Pfitzer. Paphiopedilum concolor ingår i släktet Paphiopedilum och familjen orkidéer. Inga underarter finns listade i Catalogue of Life.

## Bildgalleri

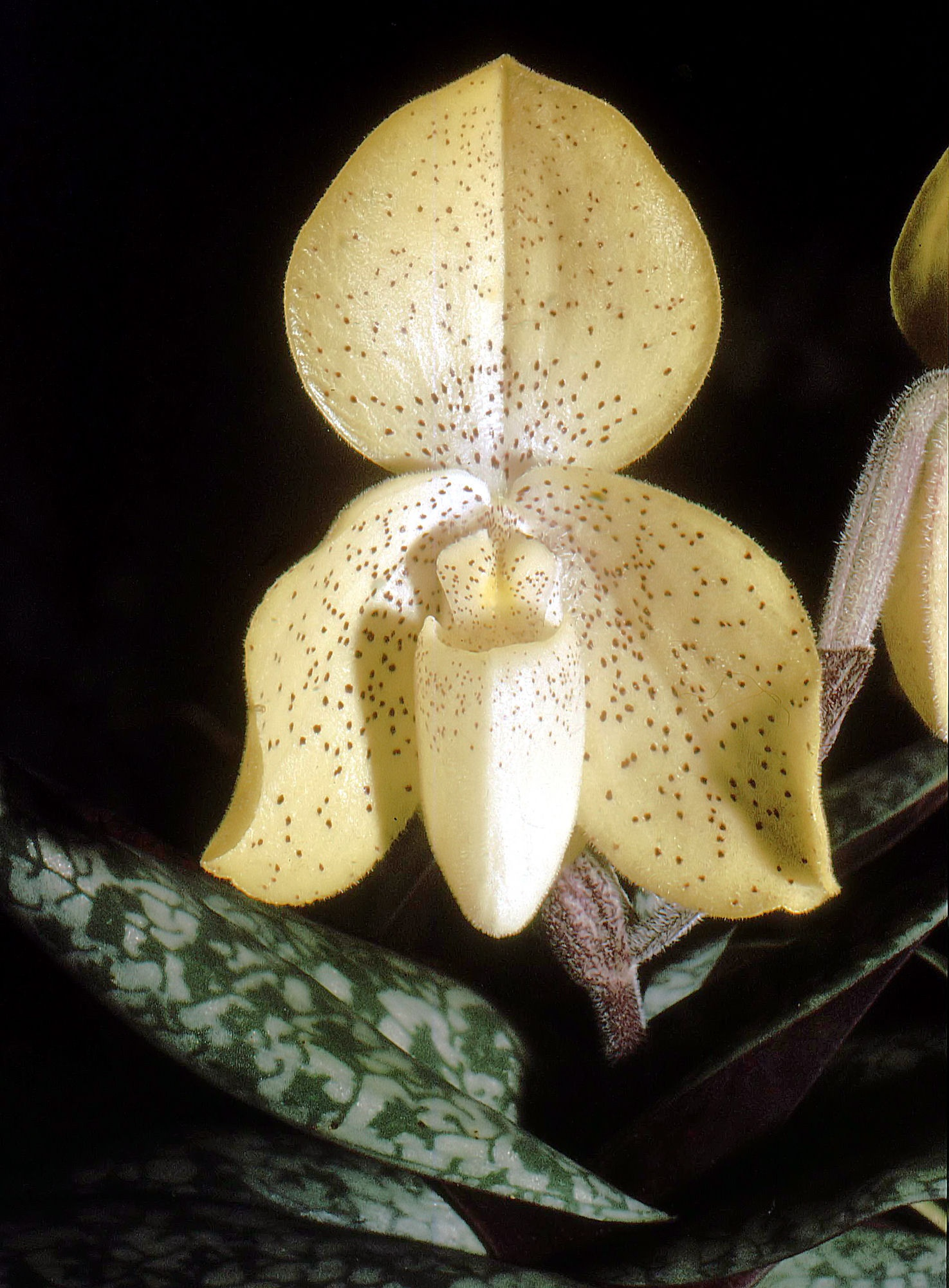
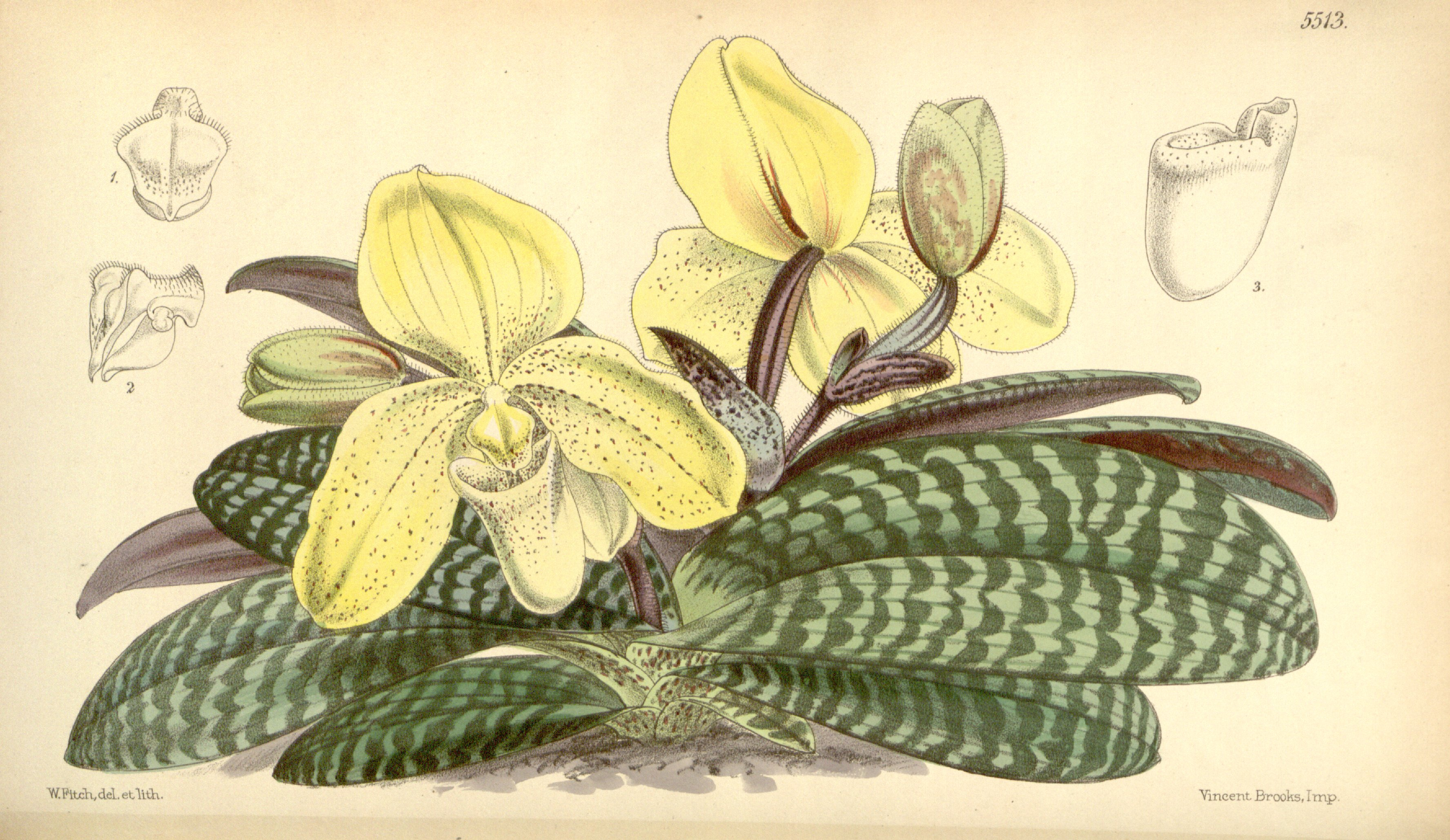
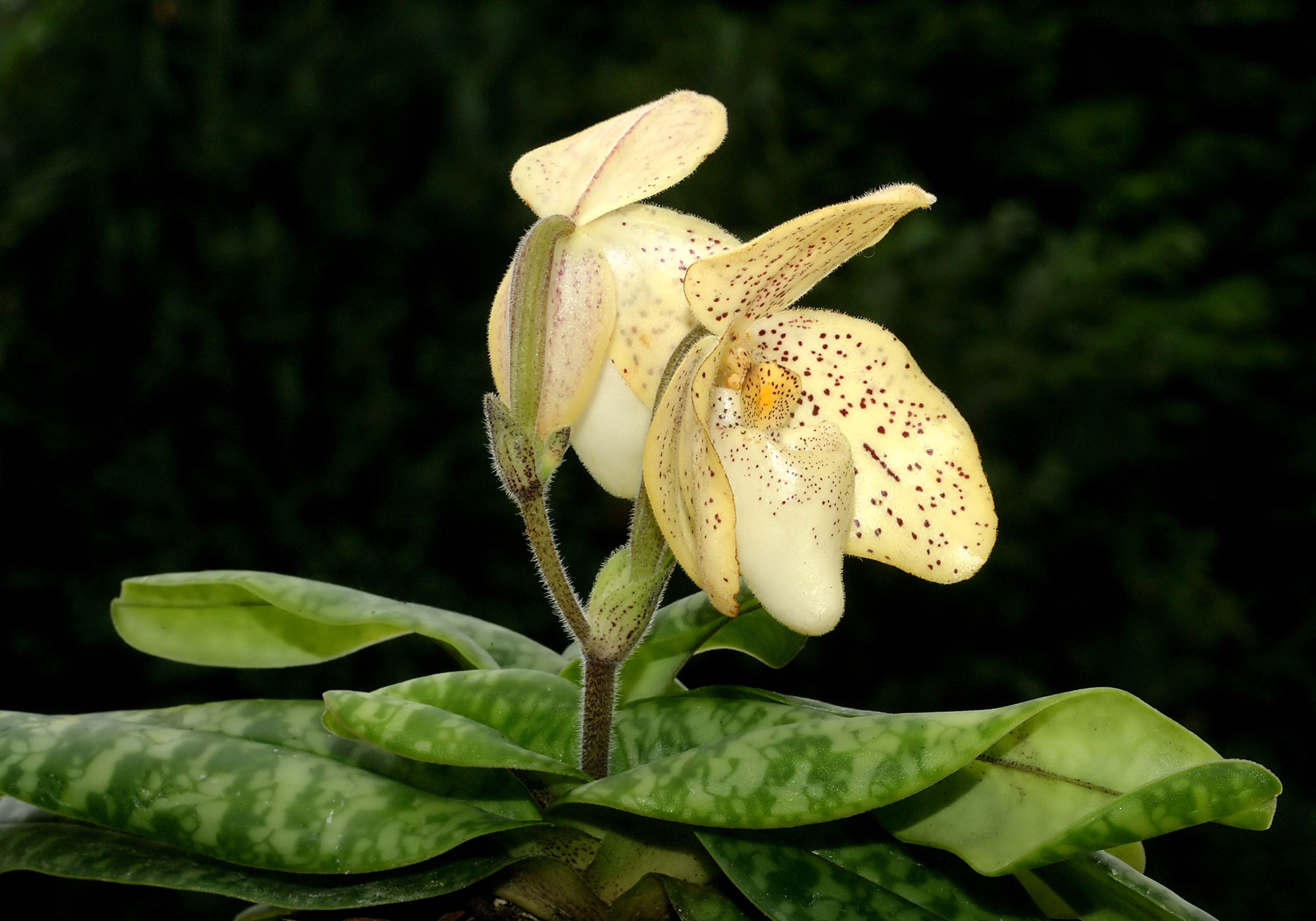
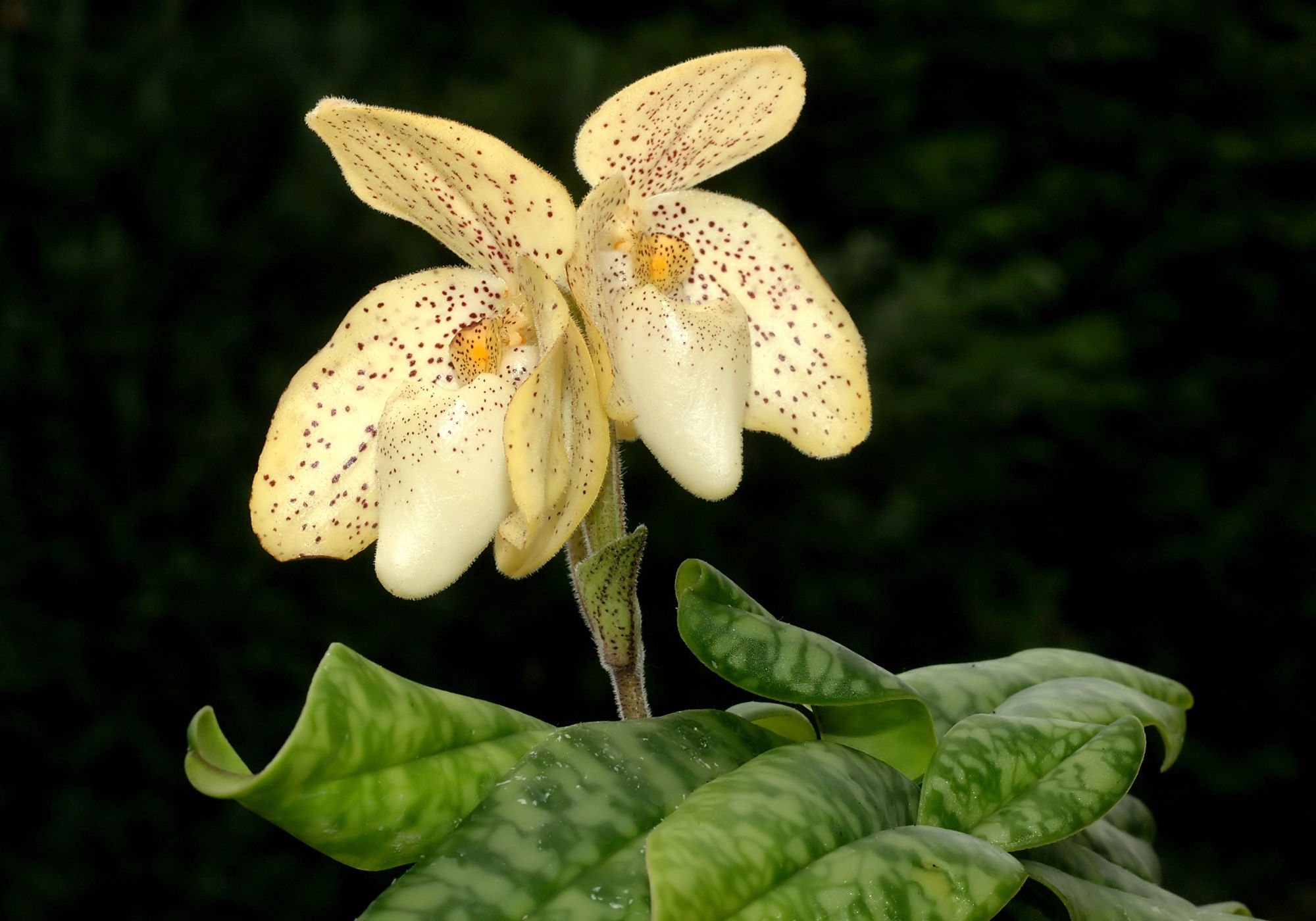
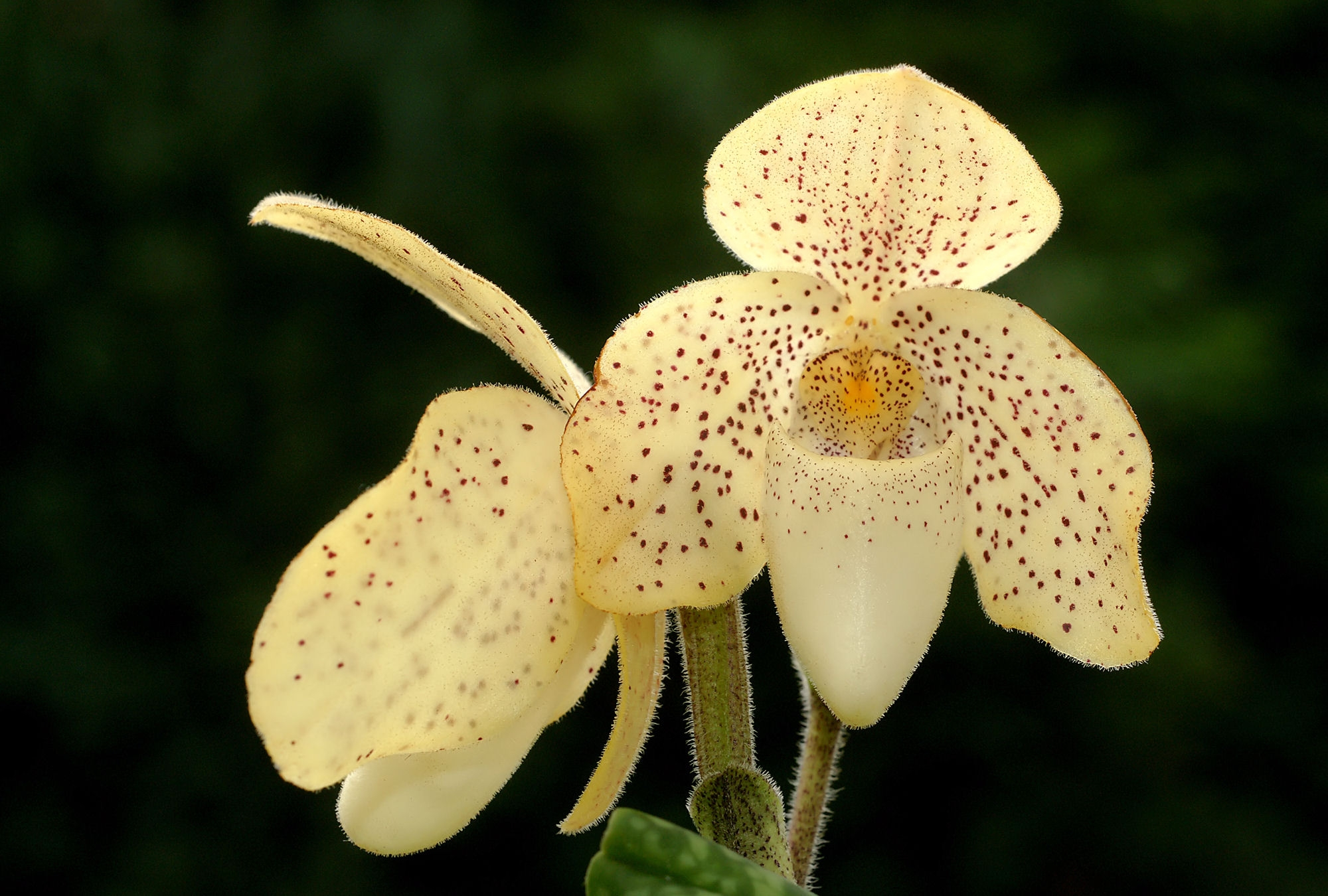
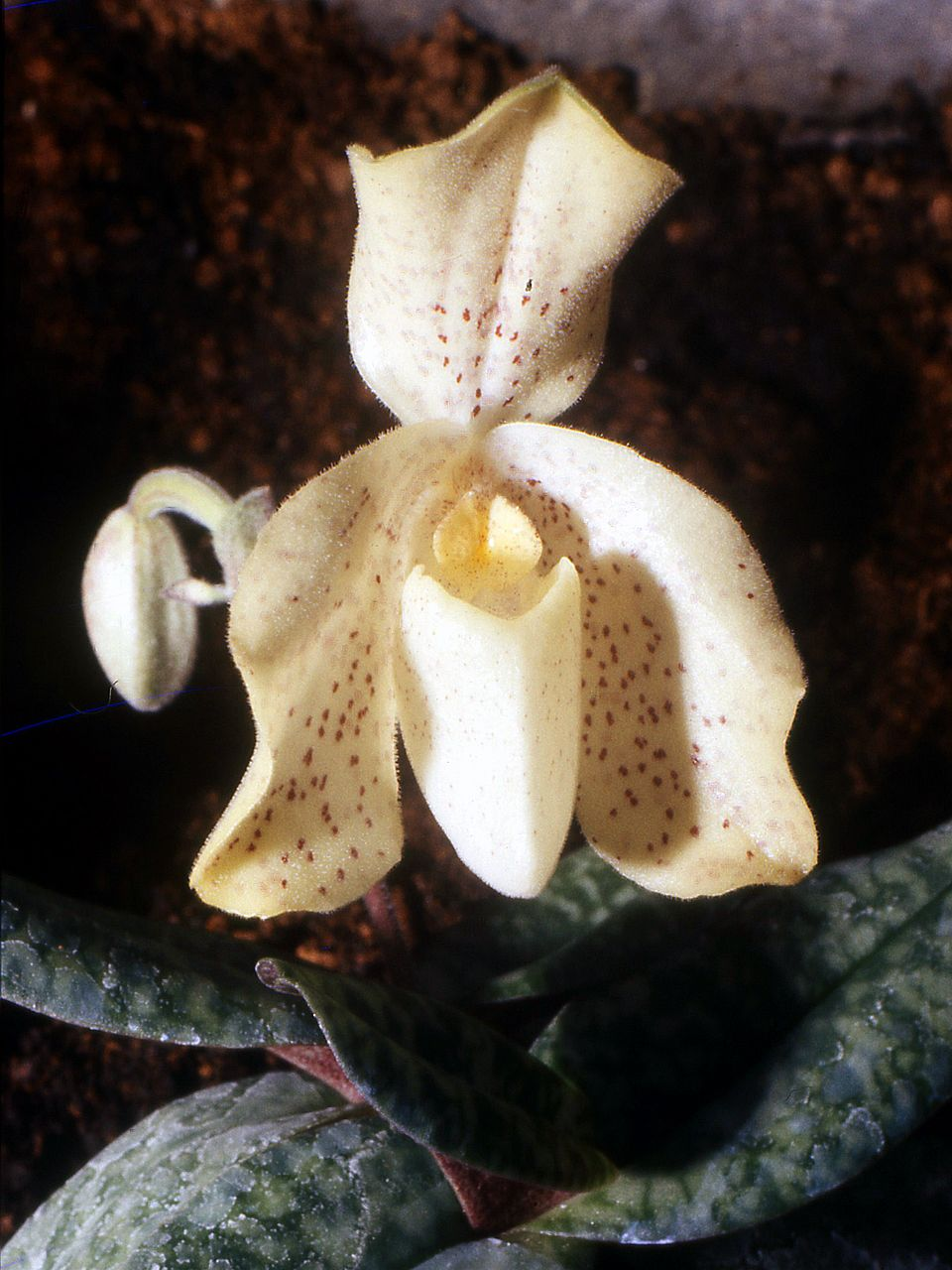